# Paul Davison
Paul S. Davison (* 1. Oktober 1971 in Pickering) ist ein englischer Snookerspieler.

## Karriere
Davison wurde 1992 Profi, seine höchste Position in der Snookerweltrangliste blieb vorerst Platz 127. Nachdem er über die WPBSA Qualifying School den Erhalt seines Profistatus verpasst hatte, musste er 1997 die Tour verlassen. Nach einem Jahr kehrte er wieder auf die Snooker Main Tour zurück, konnte sich jedoch erneut nicht halten. Es folgte beinahe jährlich der Wechsel zwischen Herausfallen und sofortiger Wiederqualifikation für die Profitour, von 2001 bis 2003 konnte er sich lange Zeit zum einzigen Male zwei Jahre in Folge auf der Tour halten.
Die Saison 2010/11 war seine bis dahin erfolgreichste; erstmals erreichte er bei den Welsh Open 2011 die letzte Qualifikationsrunde eines vollwertigen Weltranglistenturniers und beim PTC-Turnier in Hamm das Viertelfinale. Über die Preisgeldrangliste der PTC-Tour schaffte er auch den Verbleib auf der Profitour, wobei am Ende der Saison Platz 78 zu Buche stand.
Während der Saison 2011/12 konnte Davison dann erstmals bei einem vollwertigen Ranglistenturnier (den German Masters 2012) die Endrunde erreichen, nachdem er alle drei nötigen Qualifikationsrunden überstand. Trotzdem reichte es am Ende der Saison nicht für einen Verbleib auf der Main Tour. Er konnte sich jedoch beim zweiten Turnier der Q School 2012 als Sieger seiner Gruppe unmittelbar wieder für die Saison 2012/13 und 2013/14 qualifizieren.
Der größte Erfolg im ersten Jahr nach dieser Main-Tour-Rückkehr war das Erreichen der letzten Qualifikationsrunde bei der International Championship. Bei den China Open kam er unter die letzten 64. Zu drei weiteren Erstrundensiegen kam bei den PTC-Turnieren noch die Achtelfinalteilnahme in Antwerpen. Mit Platz 75 der Weltrangliste verschaffte er sich eine gute Ausgangsposition für das zweite Jahr und mit dem Erreichen der Hauptrunde beim Australian Open startete er auch gut in die Saison. Bei den Indian Open stand er ebenfalls in der ersten Runde in Neu-Delhi und beim German Masters erreichte er nach einem Sieg über Marco Fu sogar Runde zwei, da es aber die am niedrigsten bewerteten Turniere im Main-Tour-Kalender waren und sonst kaum zählbare Erfolge herauskamen, bewegte er sich während der Saison kaum von der Stelle und kam nicht unter die Top 64, was den Tourverbleib bedeutet hätte.
Die sofortige Wiederqualifikation über die Q School misslang, so dass er in der Saison 2014/15 nur als Amateur auf Einladung an einigen Qualifikationen teilnehmen konnte, wo er aber jedes Mal in Runde eins verlor. Bei den Riga Open erreichte er mit der Runde der letzten 32 sein bestes PTC-Ergebnis in dieser Spielzeit. Am Saisonende gelang ihm beim zweiten Turnier der Q School unter anderem mit Siegen über die Ex-Profis Adam Duffy und Hammad Miah ein weiteres Mal die Main-Tour-Qualifikation für zwei Jahre.
Im ersten Jahr gelangen ihm vier Auftaktsiege, darunter auch bei der Weltmeisterschaft gegen Yu Delu, was ihn in der bereinigten Weltrangliste zu Beginn der zweiten Saison wieder unter die Top 80 brachte. Ein größerer Erfolg gelang ihm beim Shanghai Masters, wo er mit drei Siegen in der Qualifikation den Einzug ins Hauptturnier knapp verpasste.

## Erfolge
- PIOS 2009/10: Sieger der Events 3 und 7, Dritter der Gesamtwertung
- 2012: Qualifikation für das German Masters
- 2012: Q-School-Gruppensieg
- 2015: Q-School-Gruppensieg